# Greppen
Greppen – miejscowość i gmina w środkowej Szwajcarii, w kantonie Lucerna, w okręgu Luzern-Land. Leży nad Jeziorem Czterech Kantonów (Vierwaldstättersee).
Gmina została utworzona w 1259 roku jako Crepon.

## Demografia
W Greppen mieszkają 1 202 osoby. W 2021 roku 21,1% populacji gminy stanowiły osoby urodzone poza Szwajcarią.

W 2000 roku 94,03% populacji mówiło w języku niemieckim, 1,3% w języku angielskim, a 0,91% w języku francuskim.

## Transport
Przez teren gminy przebiega droga główna nr 2b. 